# Bothmer
Bothmer è una frazione (Ortsteil) del comune di Schwarmstedt, nel land della Bassa Sassonia, in Germania.

## Storia
Già comune autonomo nel circondario di Fallingbostel, fu soppresso e incorporato a Schwarmstedt il 1º marzo 1974.